# The Secret Brotherhood of 500 Tendren
The Secret Brotherhood Of 500 Tendren är det finlandssvenska bandet 1G3Bs tredje studioalbum och enda konceptalbum. Det släpptes år 2006 och finns gratis att ladda ner på deras hemsida.

## Låtlista[2]
1. Intro
2. Mission
3. The Secret Brotherhood Of 500 Tendren
4. Nökken & Tarja Winblad Spending Time In The Pit Of Gataulin
5. 1-Stjärnigt Monet
6. Skåten I Caracas
7. Tikk Takk
8. Tett Fäil